# O Benfica
O Benfica é um jornal semanal com base em tópicos relacionados com o Sport Lisboa e Benfica. Fundado a 28 de Novembro de 1942, é impresso todas as sextas-feiras e o seu conteúdo baseia-se principalmente em entrevistas, resumos de diferentes modalidades do clube e textos de opinião. Em 2005 tinha cerca de 10 000 vendas por semana.